# Banderilles
Cet article possède un paronyme, voir Wandrille.

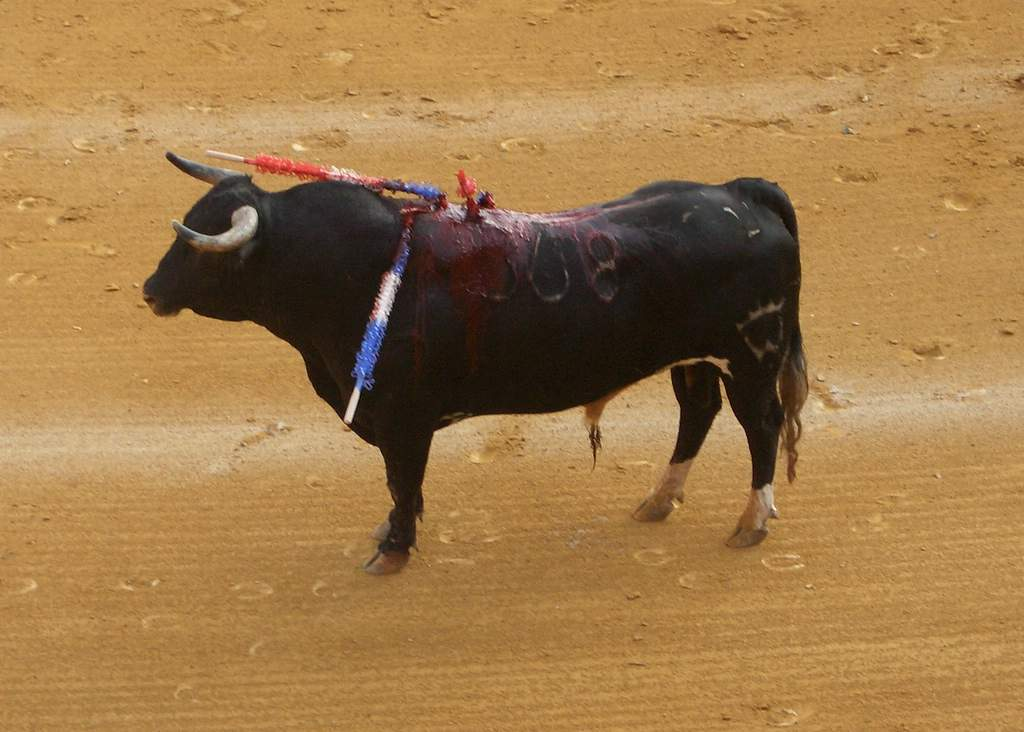
Toro de lidia ayant déjà reçu plusieurs banderilles

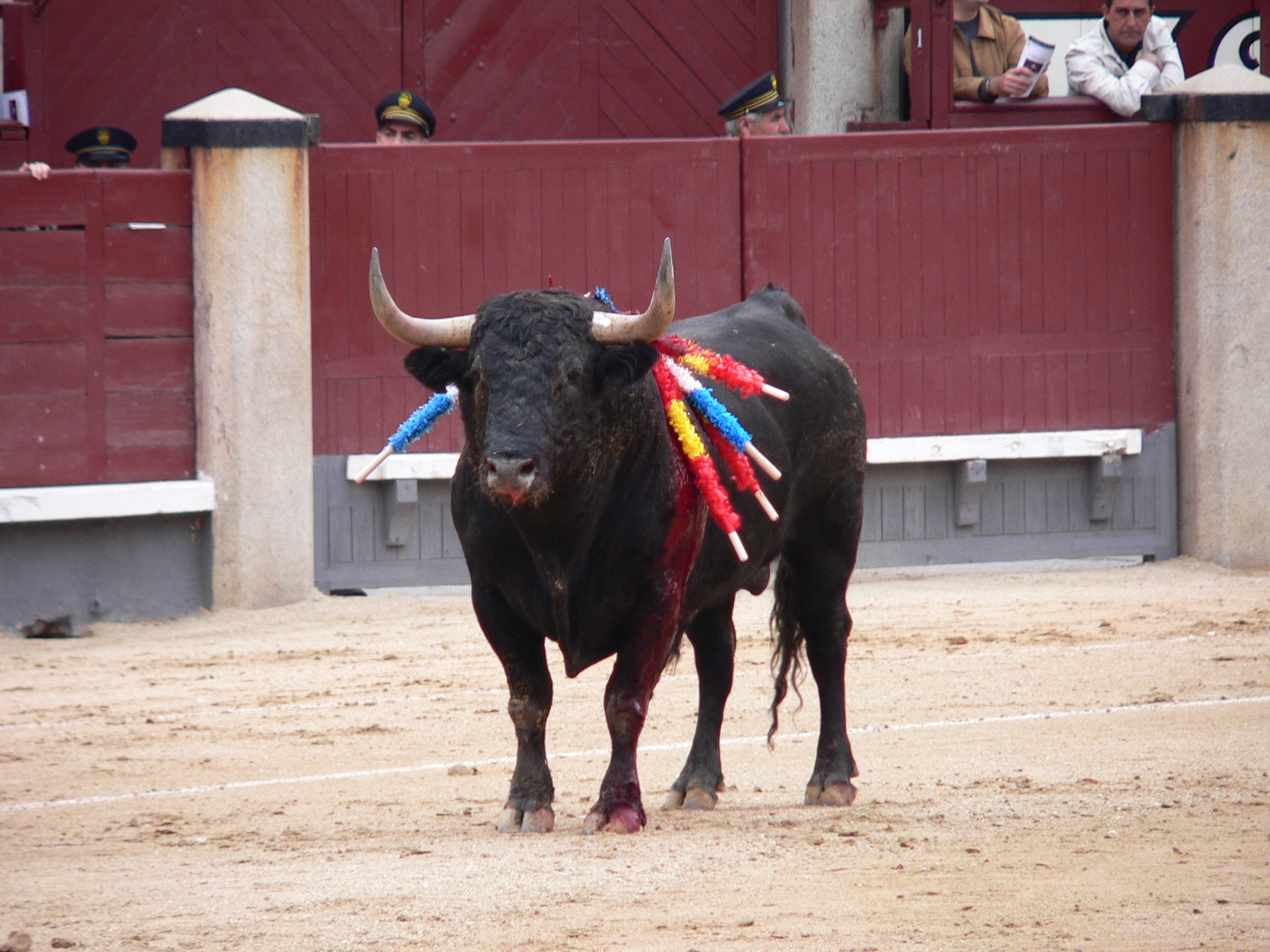
Taureau ayant reçu plusieurs banderilles

Les banderilles (en espagnol banderillas) sont des bâtons terminés par un harpon que le matador ou les peones de sa  cuadrilla plantent dans le garrot du taureau lors du deuxième tercio de la corrida.

## Présentation
La longueur des banderilles varie selon les dictionnaires. On trouve une longueur de 65 cm à 70 cm dans le dictionnaire de Paul Casanova et Pierre Dupuy, 70 cm dans l'Encyclopédie Universalis, 60 cm dans le dictionnaire de Robert Bérard : « La banderille est un bâtonnet de bois de soixante centimètres de long, décoré de bandelettes bouffantes de papiers multicolores ou unicolores, et terminé à une extrémité par un harpon en acier de quatre centimètres de long. Elle est destinée à être placée sur le garrot du taureau lors deuxième tercio de la corrida. » Il est important de faire la différence entre le garrot du taureau et le morillo: on place les banderilles dans le garrot, la pique dans le morillo.
Les banderilles sont généralement posées par les peones appelés banderilleros. « Le premier doit planter deux paires, le troisième en posera une seule. » Mais certains matadors les posent eux-mêmes. Dans ce cas, le matador doit être seul en piste face au taureau et ne pas compter sur l'aide des peones sauf pour la mise en suerte de l'animal. Le matador étant seul, il peut interrompre le tercio quand il le souhaite. Les banderilles des matadors sont souvent mieux décorées que celles des peones, et souvent blanches. Parmi les maestros banderilleros les plus  réputés, on trouve notamment Victor Mendes, Nimeño II, Luis Francisco Esplá, « El Fundi », Luis Miguel Encabo, « El Fandi », Juan José Padilla, El Juli.
Trois paires de banderilles sont posées par le matador. Les peones ont aussi le droit d'en placer trois. Toutefois, le président de la course peut décider d’en réduire le nombre lorsque le tercio traîne en longueur. « Ce deuxième tercio ne trouve sa justification que lorsqu'il est exécuté « vite et bien » selon l'expression consacrée. S'il traîne en longueur, le président n'hésite pas à y mettre un terme avant la fin des trois banderilles. »

## Historique

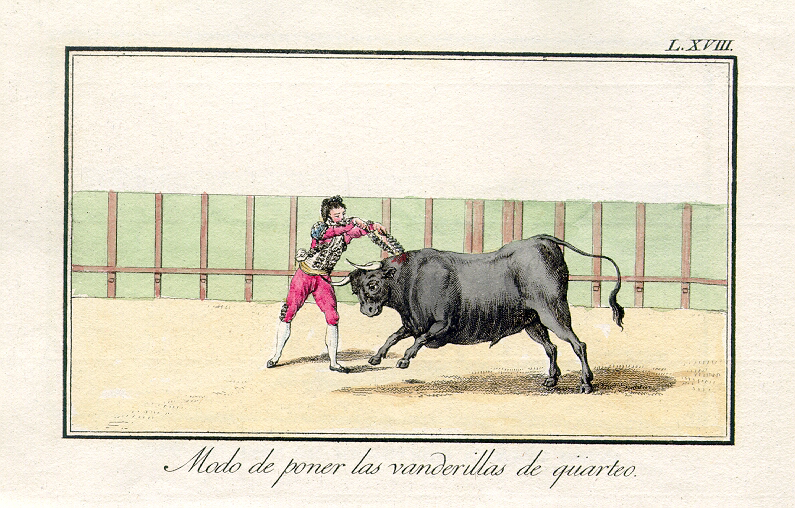
Pose de banderilles al cuarteo en 1796, illustrant la Tauromaquia completa.

L'origine des banderilles reste  hypothétique. Selon Pierre Casanova et Paul Dupuy : « Il est communément admis que l'usage des banderilles dérive de celui du rejón. Lorsque les toreros sont descendus de cheval pour combattre le taureau à pied, le rejón est devenu banderille. » Selon Claude Popelin : « Leur origine remonterait aux flèches enrubannées qui se plantaient alors une par une dans une suerte peu risquée, c'est seulement au XVIIIe siècle, à la naissance de la tauromachie moderne, qu'elles ont été employées par paires au deuxième tercio de la corrida. »
Selon Robert Bérard on ne peut faire que des hypothèses sur l'origine des banderilles. « Selon la tradition, elles dériveraient de l'usage du rejón que plaçaient les cavaliers. Une autre hypothèse avancée par les historiens est que l'on pratiqua d'abord la « lanzada » à pied. Un homme armé d'une pique attendait la charge du taureau en se protégeant de son arme. Une gravure anonyme montre un homme recevant ainsi l'animal. »
Au début de la corrida à pied, les toreros tenaient la cape d'une main  et  dans l'autre une banderille qu'ils plantaient un peu n'importe où dans le garrot. On attribue parfois la coutume de poser les banderilles par paires à Bernardo Alcalde y Meríno  surnommé « El Licenciado de Falces » ou encore « El Estudiante de Falces » que Francisco de Goya a représenté dans une gravure intitulée El Diestrísimo Estudiante De Falces (en français « Le très  talentueux - très habile- étudiant de Falces »). D'autres attribuent cette coutume à Francisco Romero.
La gravure numéro 7 de La Tauromaquia de Goya, suggère que les premières banderilles étaient des flèches décorées de rubans que les Maures lançaient sur l'animal avec une cape en main.

## Différentes méthodes

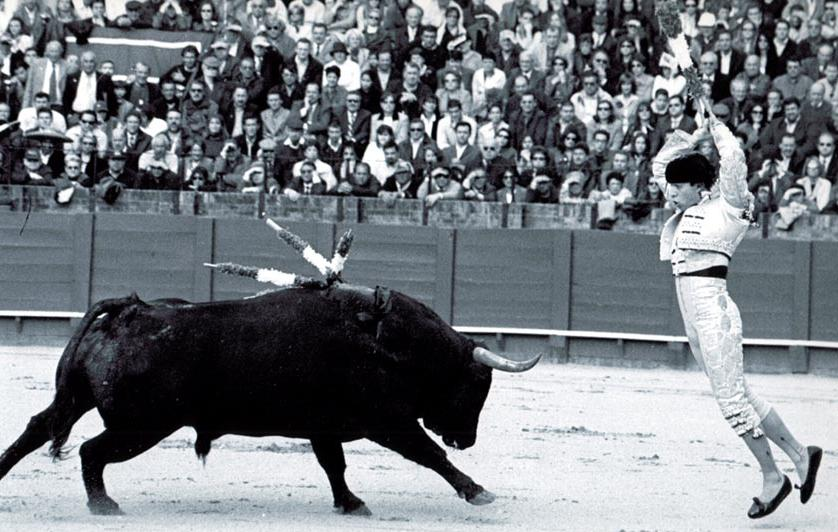
Le banderillero Curro Molina pendant le tercio de banderilles

Il existe de très nombreuses manières de poser les banderilles. Les plus fréquentes sont « al cuarteo » (« au quart ») et « de poder a poder » (« de puissance à puissance »). Dans les deux cas, le banderillero se place face au taureau, déclenche sa charge par des mouvements des bras et des cris, puis va à la rencontre du taureau en suivant une trajectoire courbe, le taureau suivant lui-même une trajectoire courbe ; à la rencontre, il pose les banderilles et se dégage d’un écart. La différence entre les deux vient de la longueur des trajectoires respectives du taureau et du banderillero, beaucoup plus longues dans le second cas, de sorte qu’à la rencontre, le taureau a accéléré sa vitesse au maximum, alors que dans le premier cas, à la rencontre, sa vitesse est encore réduite.
Les plus spectaculaires sont sans doute les suivantes :

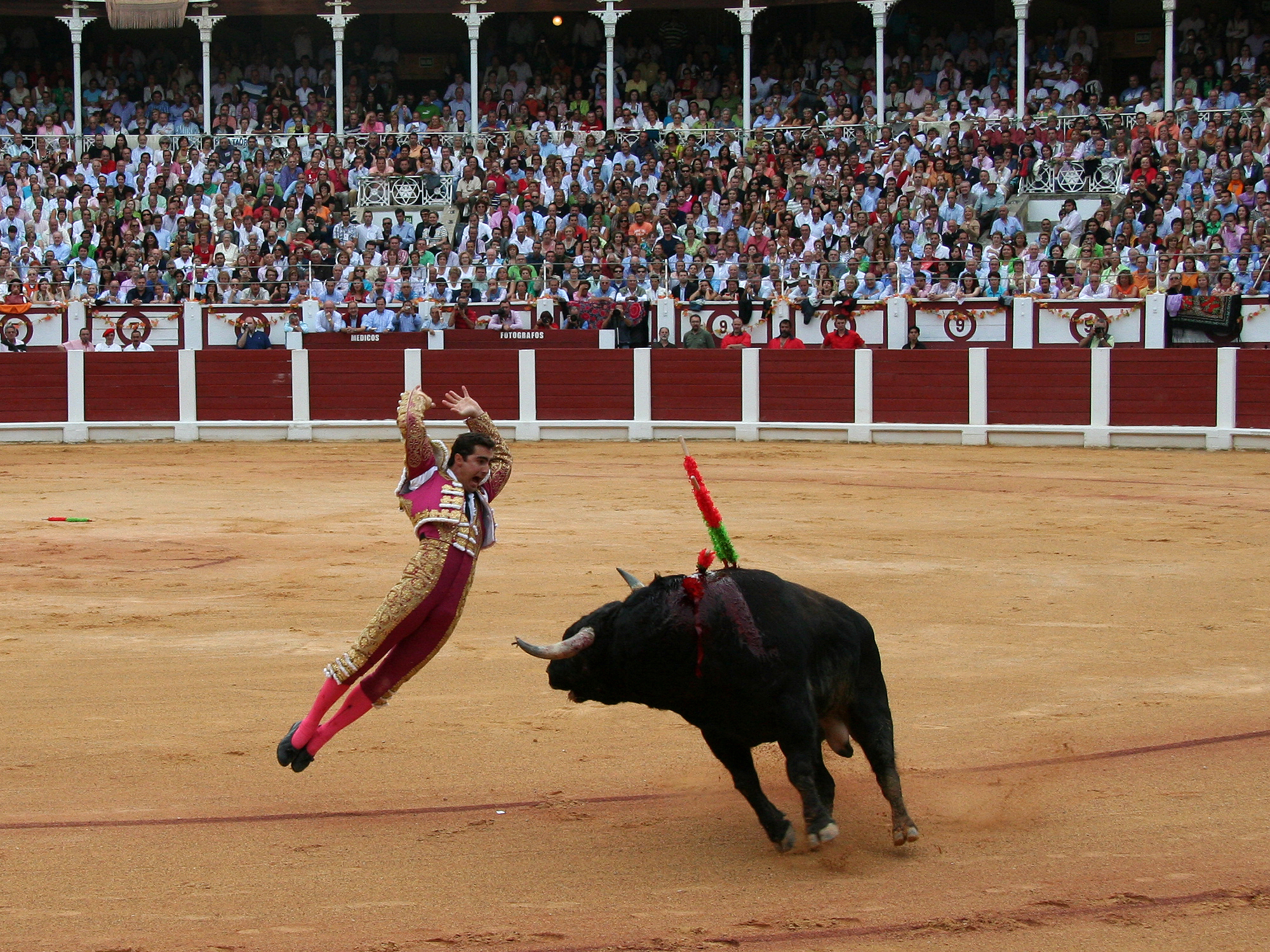
« El Fandi » plante des banderilles de poder a poder

- « De sobaquillo », manière de placer les banderille une fois la tête du taureau passée[11]
- « A la media vuelta», c'est peut-être la méthode la plus ancienne qui s'utilise en recours avec les taureaux qui ne « passent » pas[12]
- « al sesgo por fuera », le banderillero pose les banderilles en passant devant le taureau arrêté à proximité de la barrière, en laissant le taureau entre lui et la barrière[12] ;
- « al sesgo por dentro »[12], la manière est identique, sauf que le banderillero passe entre le taureau et la barrière ;
- « al quiebro », le banderillero immobile déclenche la charge du taureau ; un instant avant la rencontre il fait mine de partir sur son côté droit en marquant un pas de côté qui a pour effet de dévier légèrement la course du taureau ; le banderillero profite alors de ce léger écart fait par le taureau vers l’extérieur pour regagner sa position initiale et poser les banderilles[13].
- « al relance », le banderillero va à la rencontre du taureau en pleine course[13].
- « al violín », les deux banderilles sont posées tenues dans la seule main droite, le banderillero faisant charger le taureau sur son côté gauche, de sorte que pour les poser, il fait passer les banderilles par-dessus son bras gauche, un peu comme l'archet du violon. Méthode surtout utilisée dans la corrida de rejón[14]..
- « de poder a poder » (« pouvoir à pouvoir ») désigne une méthode  qui est une variante du Al cuarteo beaucoup plus risquée[15].
- « al cuarteo » (« axe de la charge ») méthode qui consiste pour le torero à  partir du centre de l'arène pour se porter à la rencontre du taureau[16].

## Utilité
Sur le rôle des banderilles, les opinions des historiens sont divergentes, parfois contradictoires. Pour Auguste Lafont : « le tercio de banderilles consiste à parachever l'action du picador, régler de la tête du taureau, et raviver l'ardeur de l'animal qui est fatigué après la pique, pour le préparer au travail de muleta. »
Selon Claude Popelin et Yves Harté : « L'objectif des banderilles n'est nullement de diminuer la force du taureau [...]. Il est plutôt le moyen d'occuper un temps de récupération qui lui est laissé entre ses dures rencontres avec les picadors. »
Pour Robert Bérard :« On peut fort pertinemment se poser la question de l'utilité des banderilles lorsqu'on voit la multiplication inconsidérée du nombre de capotazos qui fatiguent l'animal et le rendent Avisé. On a prétendu que les banderilles servent à corriger les défauts du taureau après la pique. Nous en doutons.(…) Un tercio de banderilles mal exécuté peut accentuer les défauts de l'animal (…) Bien exécutée, cette suerte rend au taureau le champ de vision qu'il a perdu au moment de la pique. »
Toutefois, ce même historien reconnaît au tercio de banderilles une utilité lorsqu'il est correctement exécuté. Entre autres, il permet au matador d'observer le comportement du taureau, de  savoir la manière dont il attaque l'homme, s'il part au premier cite ou s'il faut le solliciter plusieurs fois, si sa charge est régulière.
Pour Paul Casanova et Pierre Dupuy, la finalité des banderilles n'est pas claire : « S'agit-il de laisser souffler le taureau après la dure épreuve des piques? Ou au contraire de compléter l'action des picadors pour préparer la mort de l'animal? Ce qui est certain, c'est qu'un deuxième tiers mal conduit ou trop long amène le taureau à se décomposer. Le torero Bombita  avait demandé le taureau ne soit banderillé qu'à la demande du matador, Le torero Federico Alcazar avait demandé, qu'on supprime ce tercio. »

## Corrida de rejón
Au premier tercio des corridas de rejón le torero à cheval utilise des rejóns qui n'ont qu'un très lointain rapport avec les banderilles. Ces javelots remplacent la pique et tiennent lieu de « châtiment ». En langue portugaise, on les appelle farpas  synonyme de rejón. Ce sont des javelots de bois de 160 centimètres de long qui se terminent par un fer de 15 cm à double tranchant. Le fer est fixé à la hampe par une cheville pré-taillée en sorte qu'elle se sépare en deux parties au moment de la pose, libérant ainsi un drapeau qui sert de leurre.
Au deuxième tercio le rejoneador plante des banderilles de diverses catégories. Certaines sont similaires à celles de la corrida à pied. Les plus spectaculaires sont les banderilles courtes, que l'on n'utilise pas dans la corrida à pied, et qui exigent une grande habileté du rejoneador car elles sont plus risquées à poser, soit à une main, soit à deux mains. La plus risquée de toutes est « la rose », une banderille très courte semblable à la devise d'une ganadería inventée par Ángel Peralta, surmontée d'une rose.

## Couleurs  et musique
Outre les diverses couleurs des banderilles utilisées par les matadors, les peones, et les rejoneadores, il existe également des banderilles dites « noires ». Ces banderilles sont utilisées lorsque le taureau a fait preuve d’un manque de bravoure évident et sont un signe d’infamie pour l’éleveur. Leur utilisation est toutefois exceptionnelle. Elles sont placées « comme on le peut, à un taureau superlativement manso, et seulement sur ordre de la présidence qui sort pour cette occasion un mouchoir rouge. Elles sont un peu plus longue que les banderilles ordinaires, mais c'est surtout leur couleur qui est un signe de déshonneur pour le ganadero. On appelle également ces banderilles les veuves (viudas) à cause de la couleur du papier qui les décore : deux bandes noires encadrant une bande blanche ».
Il a été aussi question, pour les taureaux trop faibles, d'utiliser des banderilles vertes qui interdiraient au matador l'obtention d'un trophée. Cette proposition d'un aficionado nommé Alfonso de Aricha n'a pas été retenue.
Une musique particulière accompagne le matador lorsqu'il a décidé de banderiller lui-même. Il s'agit toujours d'une valse ou Jota, danse issue du folklore espagnol. Parmi les jotas les plus connues, on trouve notamment :Victor el Lusitano (Victor le portugais), matador connu pour son style aux banderilles. « homme de grande culture, maîtrisant parfaitement la langue française, ce torero athlétique plante superbement les banderilles, en force, et avec décision, sans fioritures inutiles, avec des gestes amples et déterminés. »

## Art
La Pose des banderilles est une huile sur fer blanc de Francisco de Goya réalisée entre 1793 et 1794,,.